# Sân bay Gällivare
Sân bay Gällivare (IATA: GEV, ICAO: ESNG) là một sân bay nằm 7 km về phía đông của Gällivare và cách Malmberget 10 km, Thụy Điển.
Ban đầu là một sân bay quân sự với đường băng dài 800 m, đường băng này đã được kéo dài lên 1 350 m trước khi mở cửa cho các chuyến bay dân dụng ngày 19 tháng 4 năm 1971. Trong thời kỳ năm 1984 – 1984, đường băng đã được nâng cấp đạt chiều dài như hiện nay và được mở rộng ra 45 m.

## Các hãng hàng không và các tuyến điểm
- Nordic Regional (Kramfors-Sollefteå, Stockholm-Arlanda)